# Catherine Lechalupé
Catherine Lechalupé, née en 1950, est une joueuse de badminton française.
En 1983, elle remporte les trois titres nationaux des championnats de France.

## Palmarès

### International
Internationaux de France: double dames en 1986 (avec Anne Méniane) (à 36 ans);

### National (séniors)
| Saison    | Titre                 | Discipline   | N° | Nom(s)                                   |
| --------- | --------------------- | ------------ | -- | ---------------------------------------- |
| 1980/1981 | Championnat de France | Simple dame  | 1  | Catherine Lechalupé                      |
| 1980/1981 | Championnat de France | Double dames | 1  | Catherine Lechalupé/Michèle Bontemps     |
| 1981/1982 | Championnat de France | Double mixte | 1  | Catherine Lechalupé/Jean-Claude Bertrand |
| 1981/1982 | Championnat de France | Double dames | 1  | Catherine Lechalupé/Anne Méniane         |
| 1982/1983 | Championnat de France | Double mixte | 1  | Catherine Lechalupé/Jean-Claude Bertrand |
| 1982/1983 | Championnat de France | Simple dame  | 1  | Catherine Lechalupé                      |
| 1982/1983 | Championnat de France | Double dames | 1  | Catherine Lechalupé/Patricia Choël       |